# Amelora synclera
Amelora synclera là một loài bướm đêm trong họ Geometridae.